# Кадьяк-Айленд

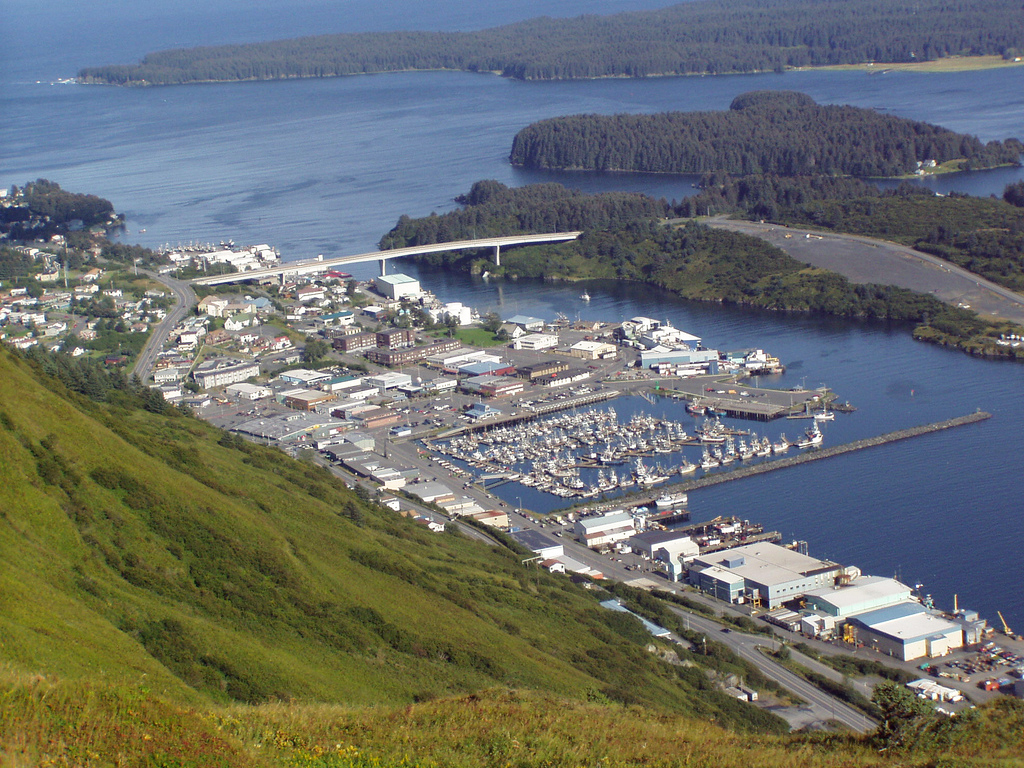
Город Кадьяк на острове Кадьяк — административный центр боро Кадьяк-Айленд

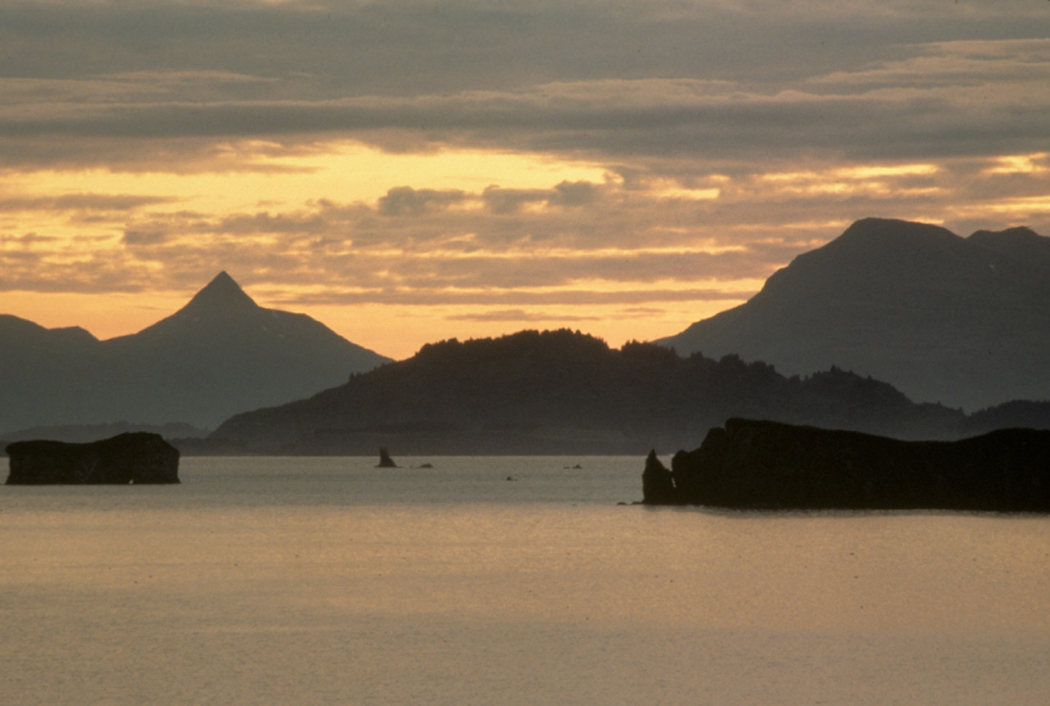
Залив Чиньяк, Кадьяк (национальный заповедник)

Кадьяк-Айленд (англ. Kodiak Island Borough, рус. Остров Кадьяк) — одно из боро Аляски (США). Образовано 24 сентября 1963 года.

## География
Боро расположено в южной части штата, на севере граничит с боро Кенай, на северо-западе — с боро Лейк-энд-Пенинсула, с юга омывается Тихим океаном. Бо́льшую часть боро занимает одноимённый остров, но также к боро относятся несколько десятков меньших островов Кадьякского архипелага, а также узкая полоска суши в континентальной части (побережье полуострова Аляска). Островная и континентальная части боро разделены проливом Шелихова.
Административный центр — Кадьяк. Площадь боро составляет 31 142 км², из которых 14 152 км² (45,44 %) занимают открытые водные пространства.

### Крупнейшие острова
Полужирным выделены два основных острова
- Кадьяк
- Афогнак
- Шуяк
- Мармот
- Малиновый
- Уэйл
- Еловый
- Древесный[англ.]
- Уганик
- Ситкалидак
- Тугидак
- Ситкинак
- Чирикова
- Семиди (группа островов)

### Крупнейшие населённые пункты
По убыванию количества жителей (указано в скобках на 2010 год), полужирным выделен административный центр
- Кадьяк (6130)
- Кадьяк-Стейшен (1301)
- Уименс-Бей (719)
- Олд-Харбор (218)
- Порт-Лайонс (194)
- Узинки (161)
- Ларсен-Бей (87)
- Акхиок (71)
- Чиньяк (47)
- Аленева (37)
- Карлук (37)

### Заповедные зоны
- Аляскинский морской национальный заповедник (частично на территории боро)
  - Острова Семиди
  - Остров Ситкинак
  - Остров Тугидак
- Национальный резерват Кадьяк
- Национальный заповедник полуострова Аляска (частично)
- Национальный заповедник Бочарова (частично)
- Национальный лес Чугач (частично)
- Национальный парк Катмай (частично)

## Демография
Помимо английского языка наиболее популярным языком домашнего общения являются тагальский язык (13,1 %) и испанский (5,28 %).
| Расовый состав (2000) - белые — 59,69% - азиаты — 16,04 % - эскимосы — 14,58 % - негры и афроамериканцы — 0,96 % - уроженцы тихоокеанских островов и Гавайев — 0,79 % - прочие расы — 2,78 % - смешанные расы — 5,16 % - латиноамериканцы (любой расы) — 6,1 % | Перепись населения Год переписи Нас. %± 1960 7174 — 1970 9409 31,2% 1980 9939 5,6% 1990 13309 33,9% 2000 13913 4,5% 2010 13592 −2,3% 2020 13101 −3,6% 2023 12565 −4,1% |  |       |
| Год переписи | Нас. |  | %±    |
| 1960 | 7174 |  | —     |
| 1970 | 9409 |  | 31,2% |
| 1980 | 9939 |  | 5,6%  |
| 1990 | 13309 |  | 33,9% |
| 2000 | 13913 |  | 4,5%  |
| 2010 | 13592 |  | −2,3% |
| 2020 | 13101 |  | −3,6% |
| 2023 | 12565 |  | −4,1% |

По предварительным оценкам 2012 года в боро Кадьяк-Айленд проживали 14 239 человек, что на 4,8 % больше, чем в 2010 году.
Согласно переписи 2010 года в боро Кадьяк-Айленд было 4424 домохозяйства, в 45,9 % из них проживали несовершеннолетние, 59,7 % домохозяйств представляли собой семью, состоящую в браке и ведущую совместное хозяйство, 8,8 % домохозяйств представляли собой женщину — главу семьи без мужа, 26,4 % домохозяйств не являлись семьёй. Среднее количество членов в семье было 3,52 человека.
32,4 % населения были несовершеннолетними, 8,3 % — в возрасте от 18 до 24 лет, 34 % — от 25 до 44 лет, 20,4 % — от 45 до 64 лет и 4,8 % населения были пенсионерами. Средний возраст жителя боро был 32 года. На каждые 100 женщин приходилось 112,4 мужчин, при этом на 100 совершеннолетних женщин приходилось 117,4 совершеннолетних мужчины. Средний доход — 70 932 доллара в год (2009 год) на домохозяйство, 6,6 % населения боро находились за чертой бедности.
По переписи 2020 года в боро Кадьяк-Айленд проживали 13 101 человек.
По оценкам 2023 года в боро Кадьяк-Айленд проживали 12 565 человек.